# José Fermín Arraiza Rodríguez-Monte
José Fermín Arraiza Rodríguez-Monte fue un abogado español.
Miembro de una familia muy comprometida con el carlismo, su padre era el arquitecto Eugenio Arraiza Vilella y su abuelo materno fue Cipriano Rodríguez Monte. Dos de sus hermanos son Eugenio y Juan Pedro Arraiza Rodríguez-Monte. Perteneció a las juventudes carlistas universitarias en la década de 1960. En 1968 fue uno de los oradores que intervino en los actos de Montejurra. Después de la muerte de su padre en 1968, impulsor de la revista Montejurra en 1964, él y su hermano Juan Pedro se hicieron cargo de la continuidad de la publicación hasta su clausura por el Gobierno franquista en 1971. Con motivo del proceso judicial abierto en 1976 con motivo de los sucesos de Montejurra y cerrado por la Ley de Amnistía de 1977, formó parte junto con Juan Francisco Martín de Aguilera y José Ángel Pérez-Nievas Abascal del equipo de abogados del Partido Carlista que denunció los hechos y representó a las víctimas.
Posteriormente abandonó el Partido Carlista, entrando a militar en Euskadiko Ezkerra, formación política a la que representó en la coalición Nacionalistas Vascos con motivo de las elecciones al Parlamento de Navarra de 1979. Tras el fallecimiento de Manuel de Irujo en 1981 se convertiría en parlamentario. Abandonaría Euskadiko Ezkerra en diciembre de 1982, junto con el también parlamentario navarro Mikel Sorauren. Su valoración del Amejoramiento de Navarra era especialmente negativa, afirmando ante el diario El País que "que ya estaba loapado desde antes de nacer. Esta ley es un estatuto de segunda categoría en el que Navarra pierde dérechos originarios, soberanía, y se hace dejación de competencias". En 1986 fue entrevistado por la revista Punto y Hora de Euskal Herria en relación a la situación política de la izquierda vasca.
Durante muchos años Fermín Arraiza trabajó como abogado denunciando torturas policiales, según Xabier Makazaga “de manera ejemplar (…) demostrando su valía y compromiso”. Incluso llegaría a ser procesado “por oponerse firmemente a la tortura, aunque afortunadamente no acabó entre rejas”. En una ocasión, cuando atendía a un detenido que estaba hospitalizado, requirió a los policías la autorización médica pertinente para interrogarlo. Los policías, que no la tenían, lo acusaron de haberles llamado torturadores y presentaron una denuncia en su contra.[cita requerida] El 2 de junio de 1988 volvería a ser denunciado por la Policía por negarse inicialmente abandonar una comisaría en la que se encontraba junto con una quincena de familiares de detenidos.